# Liste de films tournés dans le département de la Nièvre
Un certain nombre d'œuvres cinématographiques et télévisuelles ont été tournés dans le département de la Nièvre.
Voici une liste à compléter de films, téléfilms, feuilletons télévisés, films documentaires... tournés dans le département de la Nièvre, classés par commune et lieu de tournage et date de diffusion.
- Haut – A
- B
- C
- D
- E
- F
- G
- H
- I
- J
- K
- L
- M
- N
- O
- P
- Q
- R
- S
- T
- U
- V
- W
- X
- Y
- Z

## A
- Anthien
  - 1966 : La Grande Vadrouille de Gérard Oury
  - 2003 : Le Mystère de la chambre jaune de Bruno Podalydès[1]
  - 2005 : Le Parfum de la dame en noir de Bruno Podalydès[1]

- Haut – A
- B
- C
- D
- E
- F
- G
- H
- I
- J
- K
- L
- M
- N
- O
- P
- Q
- R
- S
- T
- U
- V
- W
- X
- Y
- Z

## B
- Bazoches
  - 2018 : La Révolte des innocents téléfilm de Philippe Niang (Château de Bazoches)[2]

- Bona
  - 1989 : La Révolution française de Robert Enrico et Richard T. Heffron[3]

- Haut – A
- B
- C
- D
- E
- F
- G
- H
- I
- J
- K
- L
- M
- N
- O
- P
- Q
- R
- S
- T
- U
- V
- W
- X
- Y
- Z

## C
- Chalaux
  - 2013 : Tonnerre de Guillaume Brac[4]

- Champlemy
  - 1973 : Le Train de Pierre Granier-Deferre

- Lac de Chaumeçon
  - 2013 : Tonnerre de Guillaume Brac[4]

- Chitry-les-Mines
  - 1932 : Poil de Carotte de Julien Duvivier

- Clamecy
  - 1969 : Mon oncle Benjamin de Édouard Molinaro[5]
  - 1973 : Beau-François de Roger Kahane
  - 2003 : Le Mystère de la chambre jaune de Bruno Podalydès (Château de Villemolin)[6]

- Corbigny
  - 1969 : Mon oncle Benjamin de Édouard Molinaro[5]

- Corvol-l'Orgueilleux
  - 1969 : Mon oncle Benjamin de Édouard Molinaro[5]

- Lac du Crescent
  - 2007 : Le Fantôme du lac de Philippe Niang

- Haut – A
- B
- C
- D
- E
- F
- G
- H
- I
- J
- K
- L
- M
- N
- O
- P
- Q
- R
- S
- T
- U
- V
- W
- X
- Y
- Z

## D
- Haut – A
- B
- C
- D
- E
- F
- G
- H
- I
- J
- K
- L
- M
- N
- O
- P
- Q
- R
- S
- T
- U
- V
- W
- X
- Y
- Z

## E
- Haut – A
- B
- C
- D
- E
- F
- G
- H
- I
- J
- K
- L
- M
- N
- O
- P
- Q
- R
- S
- T
- U
- V
- W
- X
- Y
- Z

## F
- Fourchambault
  - 1991 : Les Arcandiers de Manuel Sanchez[7]

- Haut – A
- B
- C
- D
- E
- F
- G
- H
- I
- J
- K
- L
- M
- N
- O
- P
- Q
- R
- S
- T
- U
- V
- W
- X
- Y
- Z

## G
- Haut – A
- B
- C
- D
- E
- F
- G
- H
- I
- J
- K
- L
- M
- N
- O
- P
- Q
- R
- S
- T
- U
- V
- W
- X
- Y
- Z

## H
- Haut – A
- B
- C
- D
- E
- F
- G
- H
- I
- J
- K
- L
- M
- N
- O
- P
- Q
- R
- S
- T
- U
- V
- W
- X
- Y
- Z

## I
- Haut – A
- B
- C
- D
- E
- F
- G
- H
- I
- J
- K
- L
- M
- N
- O
- P
- Q
- R
- S
- T
- U
- V
- W
- X
- Y
- Z

## J
- Haut – A
- B
- C
- D
- E
- F
- G
- H
- I
- J
- K
- L
- M
- N
- O
- P
- Q
- R
- S
- T
- U
- V
- W
- X
- Y
- Z

## K
- Haut – A
- B
- C
- D
- E
- F
- G
- H
- I
- J
- K
- L
- M
- N
- O
- P
- Q
- R
- S
- T
- U
- V
- W
- X
- Y
- Z

## L
- La Charité-sur-Loire
  - 1979 : La Ville des silences de Jean Marbœuf
  - 2015 : Rosalie Blum de Julien Rappeneau[8]

- Lormes
  - 1932 : Poil de Carotte de Julien Duvivier
  - 2007 : Le Fantôme du lac de Philippe Niang

- Haut – A
- B
- C
- D
- E
- F
- G
- H
- I
- J
- K
- L
- M
- N
- O
- P
- Q
- R
- S
- T
- U
- V
- W
- X
- Y
- Z

## M
- Magny-Cours
  - 1977 : Bobby Deerfield de Sydney Pollack[9]
  - 2003 : Michel Vaillant de Louis-Pascal Couvelaire[9],[10]
  - 2010 : Mon pote de Marc Esposito[9],[11]

- Metz-le-Comte
  - 1969 : Mon Oncle Benjamin d'Edouard Molinaro

- Haut – A
- B
- C
- D
- E
- F
- G
- H
- I
- J
- K
- L
- M
- N
- O
- P
- Q
- R
- S
- T
- U
- V
- W
- X
- Y
- Z

## N
- Nevers
  - 1955 : Gas-oil de Gilles Grangier
  - 1959 : Hiroshima mon amour d'Alain Resnais
  - 1960 : Il suffit d'aimer de Robert Darène
  - 1977 : Bobby Deerfield de Sydney Pollack[12]
  - 1991 : Les Arcandiers de Manuel Sanchez[7]
  - 1992 : Conte d'hiver d'Éric Rohmer
  - 2012 : Comme un chef de Daniel Cohen[13]
  - 2015 : Rosalie Blum de Julien Rappeneau[8]

- Haut – A
- B
- C
- D
- E
- F
- G
- H
- I
- J
- K
- L
- M
- N
- O
- P
- Q
- R
- S
- T
- U
- V
- W
- X
- Y
- Z

## O
- Haut – A
- B
- C
- D
- E
- F
- G
- H
- I
- J
- K
- L
- M
- N
- O
- P
- Q
- R
- S
- T
- U
- V
- W
- X
- Y
- Z

## P
- Pouilly-sur-Loire
  - 1958 : Les Pays de la Loire, documentaire de René Corpel et Bernard Pasdeloup

- Pouques-Lormes
  - 1966 : La Grande Vadrouille de Gérard Oury

- Haut – A
- B
- C
- D
- E
- F
- G
- H
- I
- J
- K
- L
- M
- N
- O
- P
- Q
- R
- S
- T
- U
- V
- W
- X
- Y
- Z

## Q
- Haut – A
- B
- C
- D
- E
- F
- G
- H
- I
- J
- K
- L
- M
- N
- O
- P
- Q
- R
- S
- T
- U
- V
- W
- X
- Y
- Z

## R
- Haut – A
- B
- C
- D
- E
- F
- G
- H
- I
- J
- K
- L
- M
- N
- O
- P
- Q
- R
- S
- T
- U
- V
- W
- X
- Y
- Z

## S
- Saint-Aubin-des-Chaumes
  - 2004 : Comme une image de Agnès Jaoui[14]

- Saint-Honoré-les-Bains
  - 1971 : Le Souffle au cœur de Louis Malle

- Saincaize-Gare
  - 2007 : Michou d'Auber de Thomas Gilou

- Haut – A
- B
- C
- D
- E
- F
- G
- H
- I
- J
- K
- L
- M
- N
- O
- P
- Q
- R
- S
- T
- U
- V
- W
- X
- Y
- Z

## T
- Haut – A
- B
- C
- D
- E
- F
- G
- H
- I
- J
- K
- L
- M
- N
- O
- P
- Q
- R
- S
- T
- U
- V
- W
- X
- Y
- Z

## U
- Urzy
  - 1977 : Une fille cousue de fil blanc de Michel Lang

- Haut – A
- B
- C
- D
- E
- F
- G
- H
- I
- J
- K
- L
- M
- N
- O
- P
- Q
- R
- S
- T
- U
- V
- W
- X
- Y
- Z

## V
- Varzy
  - 1974 : Mes petites amoureuses de Jean Eustache

- Haut – A
- B
- C
- D
- E
- F
- G
- H
- I
- J
- K
- L
- M
- N
- O
- P
- Q
- R
- S
- T
- U
- V
- W
- X
- Y
- Z

## W
- Haut – A
- B
- C
- D
- E
- F
- G
- H
- I
- J
- K
- L
- M
- N
- O
- P
- Q
- R
- S
- T
- U
- V
- W
- X
- Y
- Z

## X
- Haut – A
- B
- C
- D
- E
- F
- G
- H
- I
- J
- K
- L
- M
- N
- O
- P
- Q
- R
- S
- T
- U
- V
- W
- X
- Y
- Z

## Y
- Haut – A
- B
- C
- D
- E
- F
- G
- H
- I
- J
- K
- L
- M
- N
- O
- P
- Q
- R
- S
- T
- U
- V
- W
- X
- Y
- Z

## Z
- Haut – A
- B
- C
- D
- E
- F
- G
- H
- I
- J
- K
- L
- M
- N
- O
- P
- Q
- R
- S
- T
- U
- V
- W
- X
- Y
- Z